# 2008 en Pologne
Cet article présente les faits marquants de l'année 2008 en Pologne.

## Évènements

### Février
- Vendredi 8 février 2008 : visite en Russie du premier ministre polonais, Donald Tusk qui tente de normaliser les relations avec la Russie.

### Mars
- Lundi 24 mars 2008 : le Parti Droit et Justice (PIS) des frères Kaczynski menace de bloquer la ratification du traité de Lisbonne. Ils réclament l'adoption d'un préambule — « la République polonaise reste et restera un État souverain » — à la loi de ratification stipulant la primauté de la Constitution polonaise sur le traité européen. Selon eux, la charte européenne des droits fondamentaux permettrait aux Allemands de réclamer des indemnisations pour les biens qu'ils possédaient dans les anciens territoires allemands attribués à la  Pologne après la Seconde Guerre mondiale et contraindrait la Pologne à légaliser les mariages homosexuels. Le premier ministre Donald Tusk, s'appuyant sur le fait que 75 % des Polonais seraient favorables au traité, menace d'organiser un référendum.

### Avril
- Lundi 14 avril 2008 : signature avec l'Ukraine d'un accord pour l'étude d'un projet de construction d'un oléoduc allant de la mer Caspienne à la mer Baltique en contournant la Russie.

- Mardi 15 avril 2008 : les présidents polonais et israélien, Lech Kaczyński et Shimon Peres, en présence du ministre français des Affaires étrangères, Bernard Kouchner, et du secrétaire américain à la sécurité intérieure, ont rendu un hommage commun aux milliers de victimes du ghetto de Varsovie et au courage des quelques centaines d'insurgés. qui se soulevèrent à partir du 19 avril 1943 et se battirent contre six mille soldats nazis pendant trois semaines dans les décombres en flamme. En face du monument à la mémoire du ghetto doit être construit un grand musée de l'histoire des Juifs polonais.

- Vendredi 18 avril 2008 : le président français Nicolas Sarkozy annule au dernier moment sa visite en Pologne, officiellement en raison des obsèques d'Aimé Césaire, en réalité à cause des querelles opposant le premier ministre, Donald Tusk au président Lech Kaczyński.

- Samedi 26 avril 2008 : le groupe General Motors annonce la production dans son usine de Pologne à partir de juin d'une petite voiture d'entrée de gamme à 10 000 euros, destinée à l'Europe. Conçue en Corée du Sud par le centre de design et d'ingénierie d'Incheon, l'Avéo sera fabriquée en Pologne à 100 000 exemplaires en année pleine. Elle est construite sur la plate-forme technique d'un modèle Daewoo.

- Dimanche 27 avril 2008 : un groupe du crime organisé, dit « groupe de Mokotow » est démantelé à Varsovie. Vingt membres dont les chefs sont interpelés.

### Juin
- Jeudi 5 juin 2008 : une importante explosion de méthane survenue dans une mine de charbon de Silésie cause la mort de 4 mineurs et en blesse 23 autres.

- Mercredi 23 juin 2008 : le livre La SB face à Lech Wałęsa, édité par l'Institut de mémoire nationale, relance les soupçons pesant sur le chef historique de Solidarność d'avoir collaboré avec la police politique de la dictature communiste. Selon les auteurs du livre, il aurait transmis à plusieurs reprises dans les années 1970, des informations sur ses collègues des chantiers navals de Gdańsk. Ses accusations ont déjà été portées en 2005 par les frères Kaczynski lorsqu'ils avaient lancé leur campagne de décommunisation.

- Lundi 30 juin 2008 : le président Lech Kaczyński annonce qu'il ne signera pas le traité de Lisbonne le jugeant désormais « inutile », bien que voté par les deux chambres.

### Novembre
- Dimanche 23 novembre 2008 : alors le président Lech Kaczyński et le président géorgien Mikheil Saakachvili sont de passage sur l'ancienne zone des combats près de l'Ossétie du Sud, le cortège présidentiel essuie des tirs en provenance de la province séparatiste.

- Dimanche 30 novembre 2008 : le premier ministre Donald Tusk annonce un programme de stabilisation et de développement pour les années 2009-2010 d'une valeur de 91,3 milliards de zlotys (24 milliards d'euros), pour faire face aux conséquences de la crise économique mondiale.

### Décembre
- Vendredi 5 décembre 2008 : la Diète (chambre basse du parlement) adopte la loi de finances pour 2009 calculée sur la base d'une croissance du Produit intérieur brut (PIB) revue à la baisse, à +3,7 %, contre +4,8 % initialement prévus, une inflation annuelle moyenne à 2,9 %, un déficit du budget de l'État à 18,2 milliards de zlotys (4,73 milliards d'euros). L'impôt sur le revenu, n'aura plus que deux barèmes, de 18 % et 32 %, contre trois actuellement (19, 30 et 40 %).

- Samedi 6 décembre 2008 : le président français Nicolas Sarkozy rencontre à Gdańsk le Dalaï-lama.

- Jeudi 11 décembre 2008 : le Polonais Tomasz Adamek est le nouveau champion IBF des mi-lourds après avoir battu aux points à Newark (New Jersey) l'Américain Steve Cunningham, jusqu'alors détenteur de la ceinture.